# Pont de la place Balard
Le pont de la place Balard est un pont ferroviaire de Paris, en France, utilisé par l'ancienne ligne de Petite Ceinture. Depuis septembre 2013, il est accessible aux piétons par le parc Petite Ceinture du 15e qui l'emprunte.

## Caractéristiques
Le pont franchit la place Balard, dans le sud-ouest du 15e arrondissement de Paris, entre la rue Leblanc au nord est les boulevards du Général-Martial-Valin et Victor au sud. À cet endroit, l'ancienne ligne de Petite Ceinture passe en remblai. Le pont, rectiligne et quasiment perpendiculaire à la voie de circulation permet son franchissement.

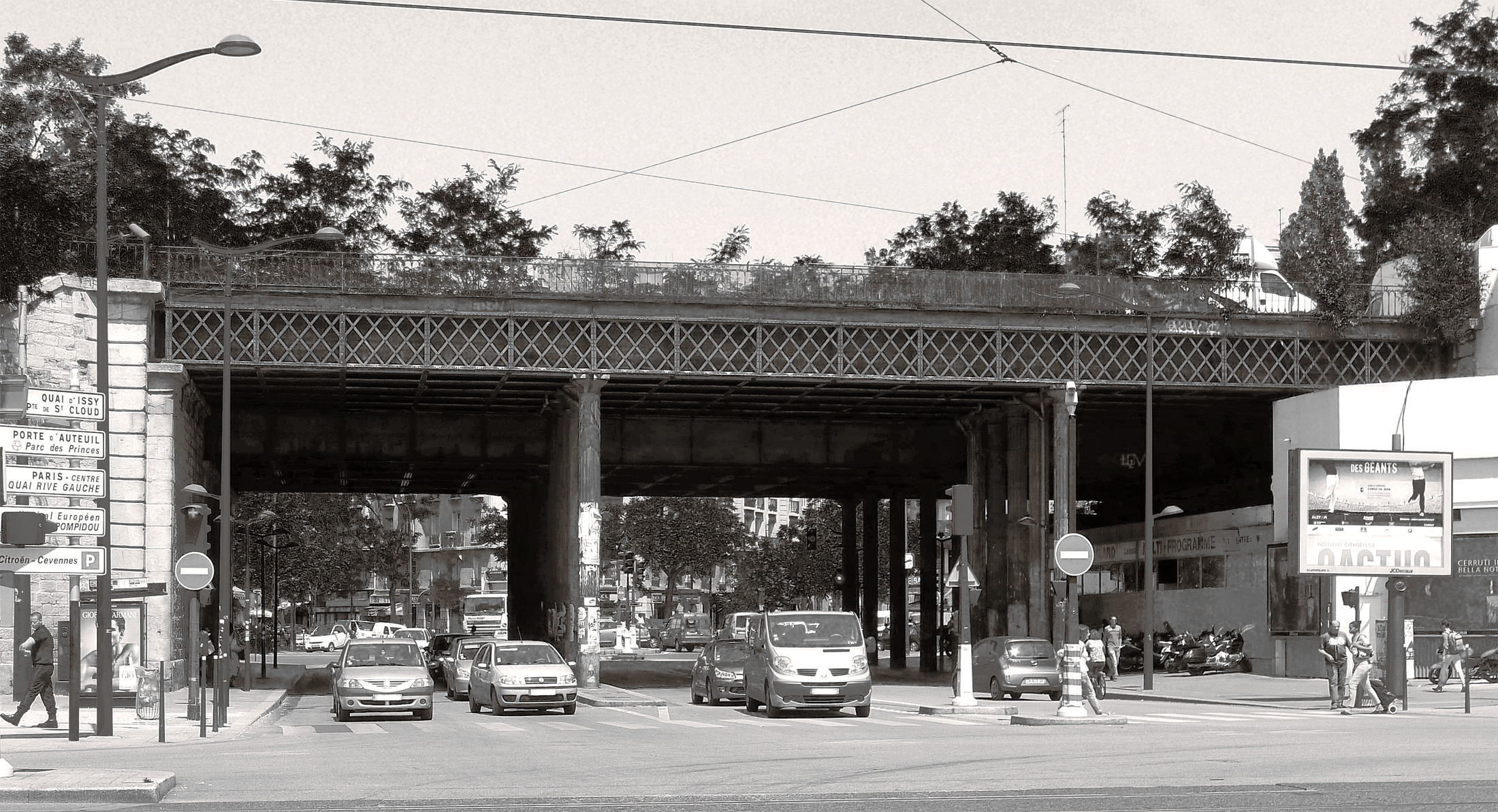
Le pont vu depuis le boulevard Victor.

Il s'agit d'un pont de poutres métalliques soutenant des voûtains de brique et s'appuyant de chaque côté sur deux culées. Il présente un mince tablier métallique d'environ 40 m de long pour 25 m de large et muni de chaque côté d'un garde-corps à barreaudage vertical. Il s'appuie sur deux rangées de cinq colonnes de fonte.
Le pont est double : sa partie sud est surélevée de près de 2 m par rapport à sa partie nord.

## Histoire
Le pont actuel date des années 1863-1866.
La ligne de Petite Ceinture est mise hors service en 1934 et le pont ne connait à partir de cette date qu'une circulation ferroviaire sporadique.
Depuis septembre 2013, la Petite Ceinture du 15e l'emprunte.